# 최태호 (1929년)
최태호(崔泰浩, 1929년 10월 16일~2011년 7월 20일)는 대한민국의 정치인이다. 제10대 국회의원을 역임했다.

## 경력
경상북도 금능에서 태어난 그는 영남대학교 상과대학과 고려대학교 경영대학원을 졸업한 뒤 대한민국상이군경회 감사, 국가보훈처 보훈심사위원, 대한민국상이군경회 회장, 세계재향군인회 한국이사, 원호단체후원회 이사장, 헌법개정심의위원, 대통령자문위원, 한국보훈복지공단 사장을 지냈다.
2011년 7월 20일에 사망했다.

## 역대 선거 결과
| 실시년도 | 선거 | 대수 | 직책     | 선거구           | 정당       | 득표수 | 득표율      | 순위 | 당락 | 비고 |
| -------- | ---- | ---- | -------- | ---------------- | ---------- | ------ | ----------- | ---- | ---- | ---- |
| 1978년   | 총선 | 10대 | 국회의원 | 통일주체국민회의 | 유신정우회 |        | \| \| 0% \| | 지명 |      | 초선 |
|          | 0%   |      |          |                  |            |        |             |      |      |      |